# 达依乡
达依乡，是中华人民共和国贵州省毕节市赫章县下辖的一个乡镇级行政单位。2019年8月8日，将原达依乡的海马社区、娱乐社区划归汉阳街道管辖。

## 行政区划
达依乡下辖以下地区：
达依村、磨石村、和平村、坪子村、娱乐村、海马村、银庄村、尖山村、沙坝村、海嘎村、元庄村、龙塘村和元地村。
2019年8月8日行政区划调整后，达依乡辖达依社区、和平社区、营庄社区、磨石社区、沙坝社区、坪子村、元庄村、尖山村、龙塘村、海嘎村、元地村。